# 罗伯特·威廉姆斯·伍德
罗伯特·威廉姆斯·伍德（英語：Robert Williams Wood，1868年5月2日—1955年8月11日），美国物理学家和发明家。他对光学和红外、紫外摄影做出了开拓性贡献。

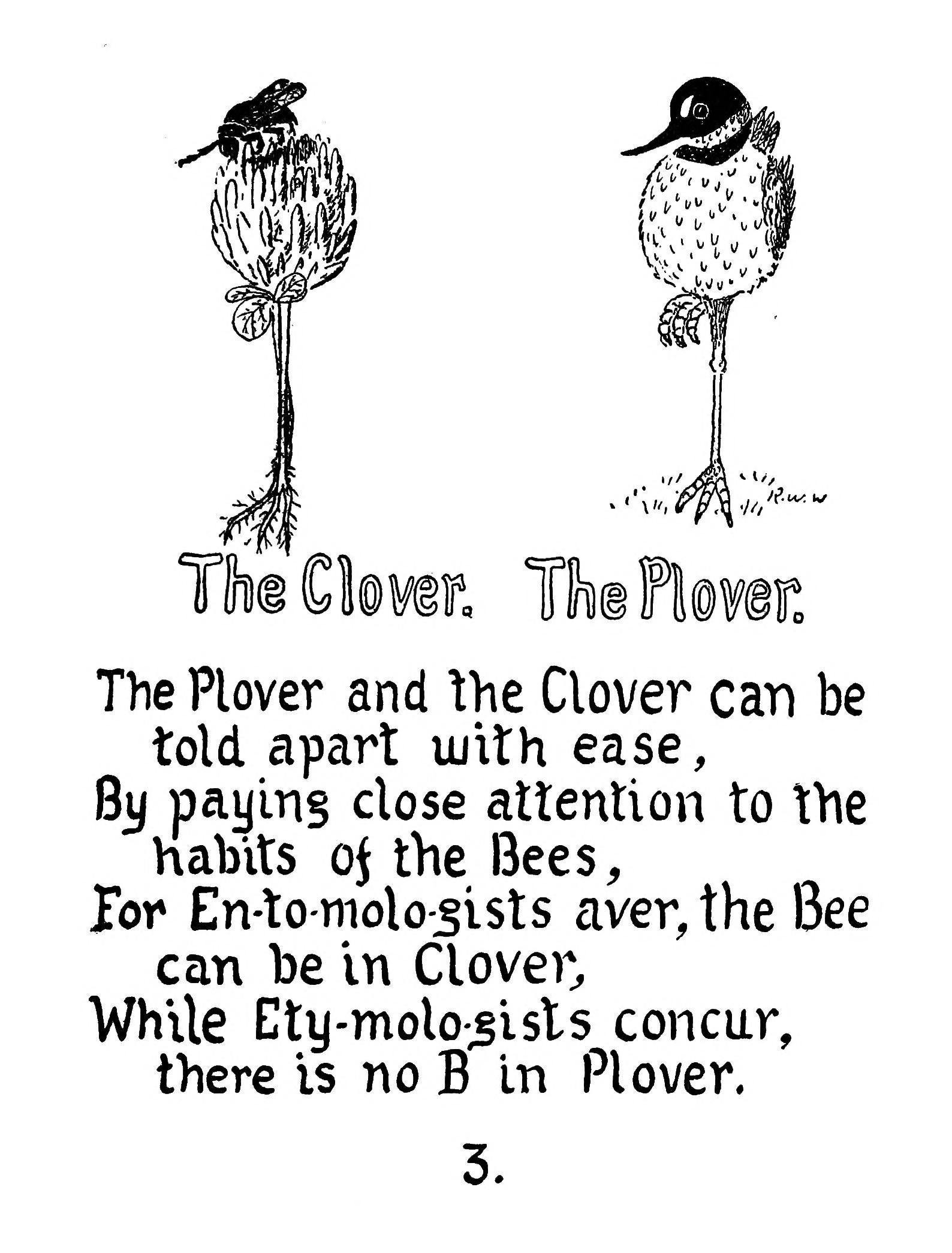

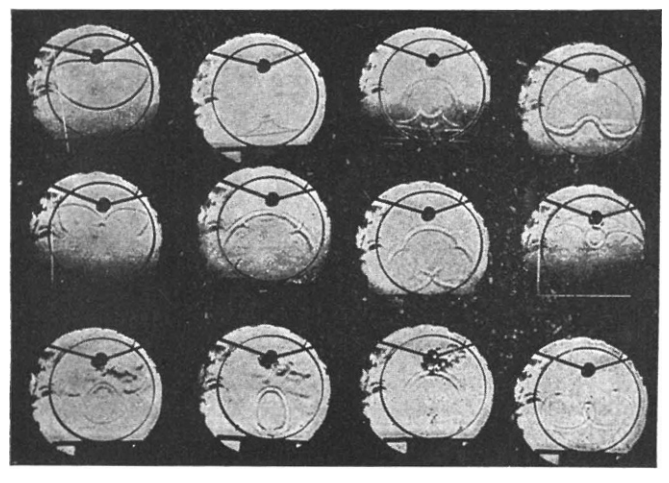
火花产生的声波及其反射的照片

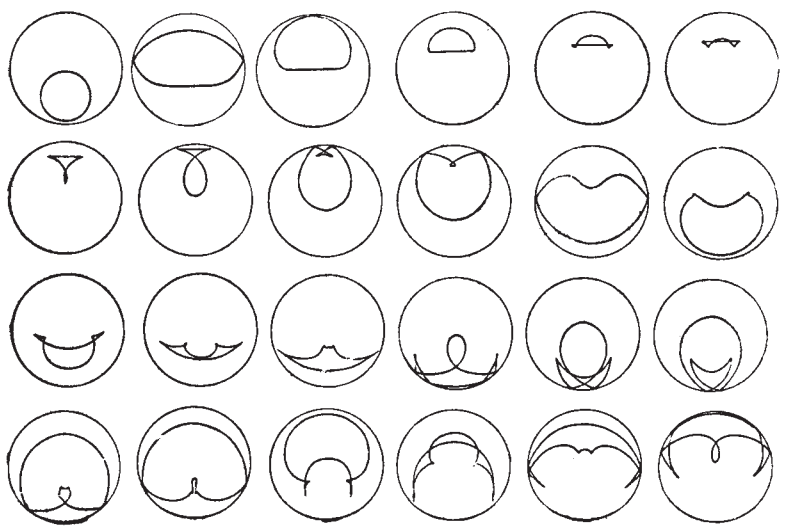
照片上观察到的波前（草图）

## 奖项和荣誉
- 英国皇家学会拉姆福德奖章（1938年）[5]
- 美国国家科学院亨利·德雷珀奖章（1940年）[6]
- 月球背面的伍德环形山以他的名字命名。[7]
- 柏林大学、克拉克大学、伯明翰大学和 爱丁堡大学的荣誉学位。
- 皇家学会外籍会士（ForMemRS），伦敦光学学会名誉会士, 普鲁士科学院通讯院士， 意大利猞猁之眼国家科学院外籍院士， 俄罗斯科学院院士，列宁格勒， 美国国家科学院院士，美国文理科学院院士，美国哲学会院士，美国物理学会会士，皇家研究所荣誉院士，伦敦物理学会荣誉院士，瑞典皇家科学院外籍院士， 印度科学培养协会外籍成员。
- 皇家艺术学会颁发的奖章（1899年）
- 富兰克林研究所约翰·斯科特奖章（1907年）
- J·特雷·泰勒奖章（1910年）
- Societa'Italiana della金质奖章（1918年）
- 美国光学学会弗雷德里克*艾夫斯勋章 （页面存档备份，存于）（1933年）
- 美国物理学会副主席（1934年）和主席（1935年）

## 遗产
- 美国光学学会的R·W·伍德奖以他的名字命名

### 专利
- 闪光望远镜[2]
- 光学方法[3]
- 光学玩具[4]

### 伍德的工作
- Wood, R. W. . The London, Edinburgh, and Dublin Philosophical Magazine and Journal of Science. 1909, 17: 319–320.
- Train, A. C. & Wood, R. W. . Garden City: Doubleday, Page & Co. 1915. ISBN 0-405-06315-6.
- Train, A. C. & Wood, R. W. . Garden City: Doubleday, Page & Co. 1916. (A direct sequel to The Man Who Rocked the Earth)
- Wood, R. W. . New York: Columbia Univ. Press. 1913.
- Wood, R. W. . New York: Columbia Univ. Press. 1919.
- Wood, R. W. . New York: MacMillan. 1905.
- Wood, R. W.  26. New York: Dodd, Mead and Company. 1917 [1907].

### 关于伍德
- [Anon.] (2001) "Wood, Robert Williams", Encyclopædia Britannica, Deluxe CDROM edition
- Klotz, I. M. . Scientific American. 1980: May, 130.
- Seabrook, W. . New York: Harcourt Brace. 1941.
- Williams, R. & Williams, G. . Medical and Scientific Photography. 2002  [2007-08-13]. （原始内容存档于2006-11-12）.